# Котинга чорнощока
Котинга чорнощока (Conioptilon mcilhennyi) — вид горобцеподібних птахів родини котингових (Cotingidae).

## Поширення
Вид поширений у тропічних дощових гірських лісах на сході Перу (регіони Мадре-де-Дьйос та Укаялі) та прилеглих прикордонних районах в західній частині Бразилії. Мешкає у підліску тропічних та субтропічних низинних дощових лісів.

## Опис
Птах завдовжки до 23 см. Вершина голови, лице та горло чорні. Спина темно-сіра, темніше забарвлення на крилах і хвості. Черево та груди світло-сірі.

## Спосіб життя
Живе у тропічному лісі. Трапляється поодинці або парами у підліску або в кронах дерев. Ніколи не літає над пологом лісу. Живиться фруктами, рідше комахами. Сезон розмноження починається у серпні-вересні. Гніздо будує серед гілок високих дерев на висоті до 35 м.